# Tribolonotus schmidti
Tribolonotus schmidti är en ödleart som beskrevs av  Burt 1930. Tribolonotus schmidti ingår i släktet Tribolonotus och familjen skinkar. Inga underarter finns listade i Catalogue of Life.